# 拉丁峰 (拉萬塔爾阿爾卑斯山脈)

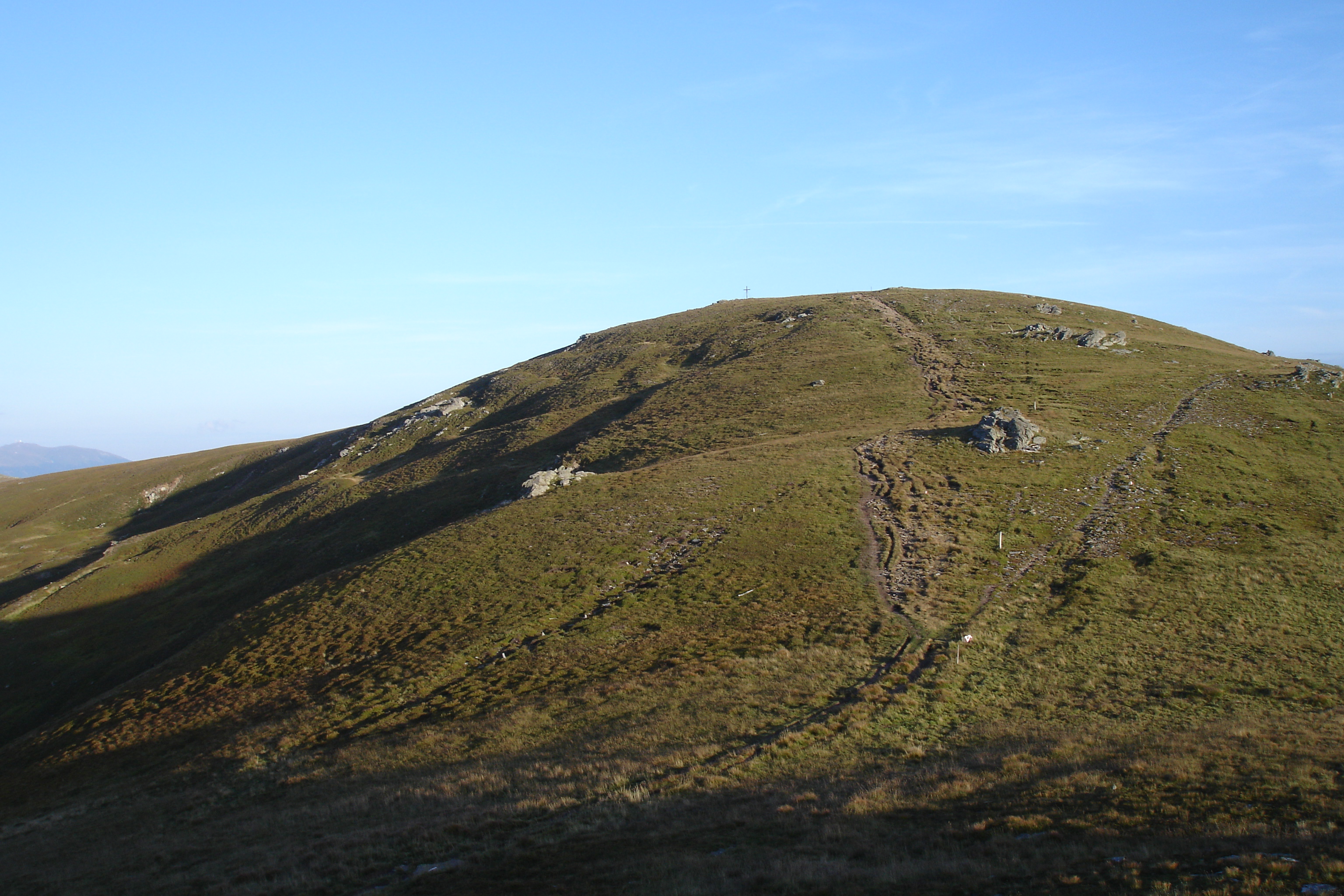

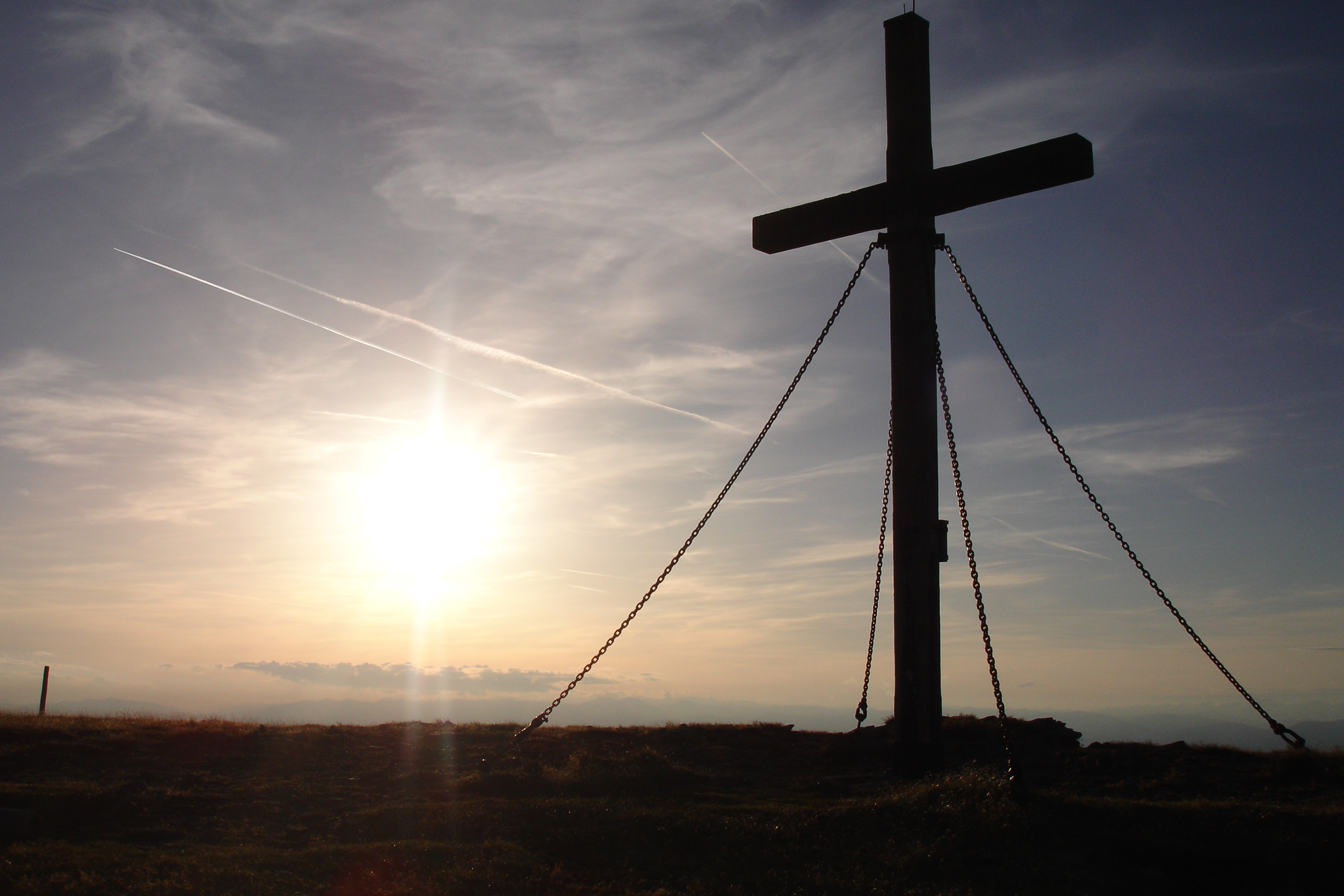

46°51′12″N 14°39′3″E / 46.85333°N 14.65083°E
拉丁峰（德語：Ladinger Spitz），是奧地利的山峰，位於該國南部，由克恩頓州負責管轄，屬於拉萬塔爾阿爾卑斯山脈的一部分，距離塞塔爾山20.8公里，海拔高度2,079米。